# خشب رقائقي

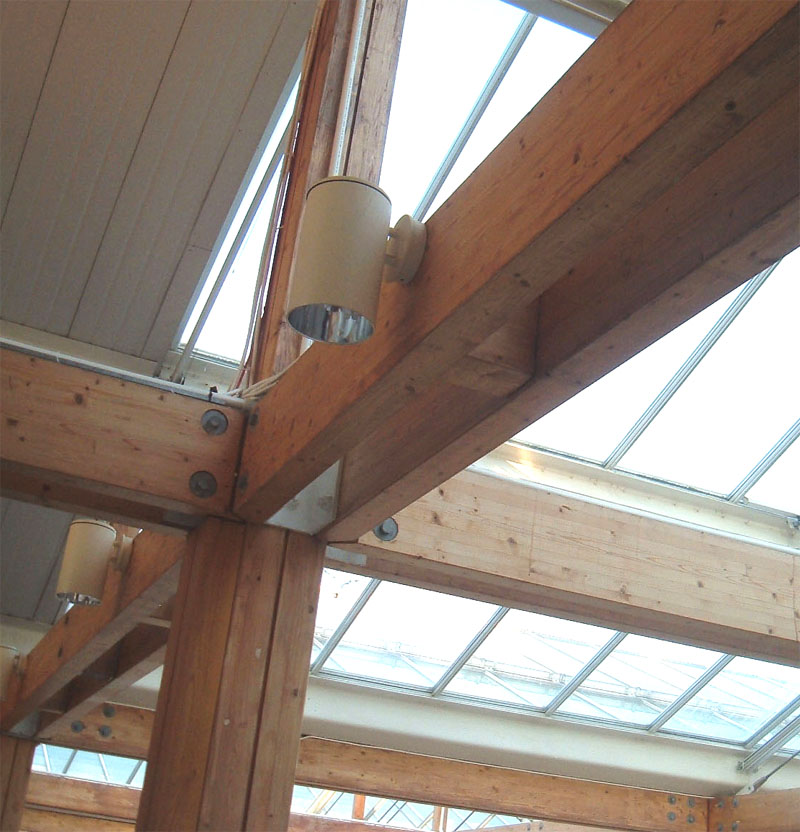
Glulam إطار لسطح مبنى.

خشب ملتصق مغلف ، ويسمى أيضا  Glulam ، هو نوع من الهياكل الخشبية المنتجة وتتكون من عدة طبقات من الخشب ذى الأبعاد الملتصقة مع بعضها البعض بطريقة دائمة باستخدام مواد لاصقة مقاومة للرطوبة. وتسمى هذه المواد "laminating stoc" أو باختصار lamstock .
باستخدام الترقيق فبدمج عدة قطع صغيرة من الخشب، يتم تصنيع واحدة، قوية متسعة الأبعاد، من أجزاء أصغر. هذه القطع الهيكلية تستخدم كأعمدة رأسية أو قضبان أفقية وكذلك منحنية
الأشكال منحنية Glulamهي في الحقيقة، المنتجات الخشبية المهندسة الوحيدة التي يمكن أن تنتج بالشكل المنحني.
وهي تعطى إمكانات غير محدودة من المرونة في التصميم. وهي متوفرة في مجموعة من الخصائص الشكلية لتلبية متطلبات الاستخدام النهائي. وعادة ماتتم الوصلات باستخدام البراغى أو مسامير الصلب الاعتيادية وألواح الصلب.
يحسن القيم الهيكلية من الموارد المتجددة - الخشب. بسبب تركيبته، ويمكن تصنيعها كبير glulam أعضاء من مجموعة متنوعة من الأشجار الصغيرة التي تحصد من الغابات الثاني والثالث للنمو والمزارع.
الجلوتام يوفر القوة والمرونة التي لعناصر الخشب الضخمة، دون الإعتمادعلى الأخشاب الصلبة من حيث اعتمادها على النمو. أنه يقلل من الكم الإجمالي من الخشب المستخدم عند مقارنة منشور الأخشاب الصلبة عن طريق تقليل الأثر السلبي للعقد، والعيوب الصغيرة الأخرى.
البناء والهندسة الخشبية إنها شقق جرافيتية، هي برج مكون من تسعة طوابق سكنية في لندن، هي واحدة من أطول المباني الخشبية في العالم. تم بناءها من حوائط صلبة خشبية مصنوعة مسبقا من جدر خشبية متينة وألواح الأرضيات وتدعى cross-laminated timber خشب مغلف أو CLT
لندن - وكان من بين العديد من المباني السكنية في حي هاكني في لندن، والهيكل المكون من تسعة طوابق على ناصية شارع بروفوست والبستان موراي تبرز، سطحها الخارجي مزيج من البلاط الأبيض والرمادي بدلا من الطوب المعتاد.
ولكن ما هو الذي تحت تلك الكسوة التي تجعل من بناء 29 وحدة مختلفة حقا. من الطابق الثاني، فسوف يتم بناؤها بالكامل من الخشب، مما يجعلها واحدة من أطول المباني السكنية الخشبية في العالم.
تم بناؤها قبل ثلاث سنوات باستخدام لوحات مغلفة راتينجية، وتصل إلى نصف قدم في السمك و 30 قدما في الطول، والتي كانت قد صنعت وفقا لمواصفات دقيقة في النمسا، حيث يتم شحنها عبر القناة الإنجليزية وتمت تعبئتها معا في الموقع للأشكال الخارجيية والجدران الداخلية، والأرضيات والسقف. وجعلت حتى السلالم والمصاعد من مهاوي هذه الألواح الصلبة، ودعيت cross-laminated timber خشب مغلف أو CLT
، والتي تشبه supersize plywood.

## التاريخ

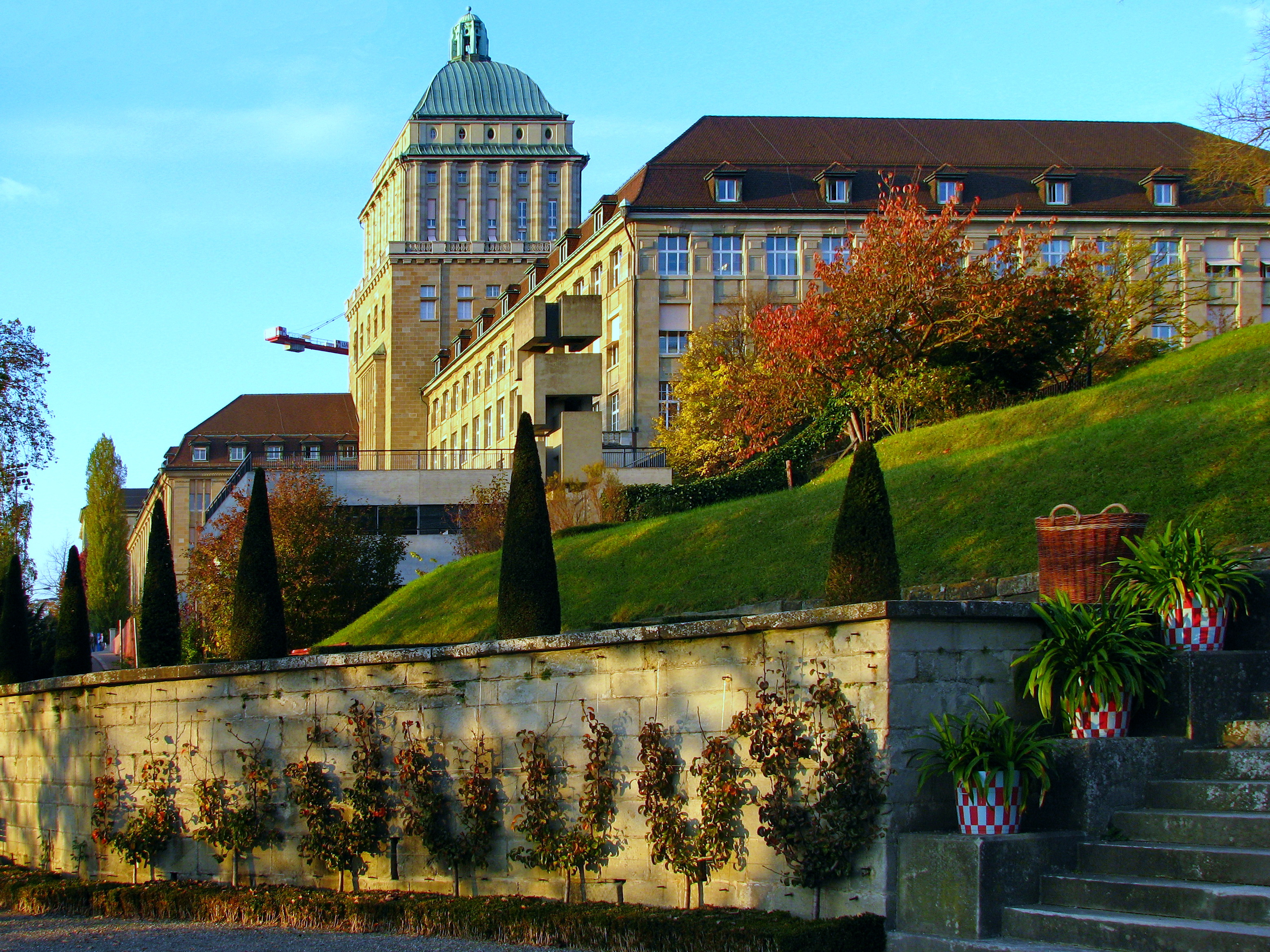
Glulam سقف قبة البرج في جامعة زيوريخ ، الذي بني باستخدام نظام Hetzer في عام 1911.

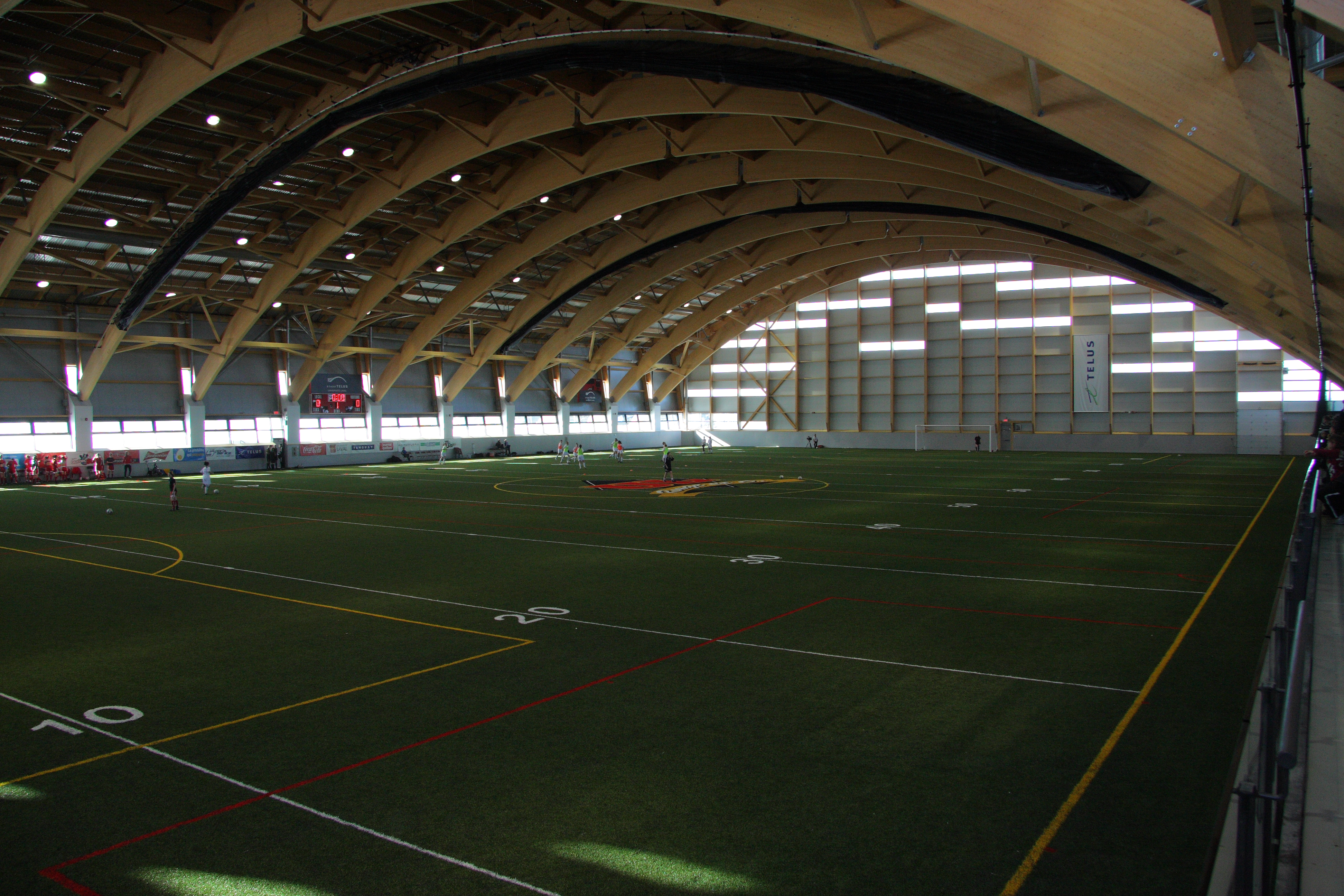
TELUS-Université Laval الملعب من جامعة لافال. يتم اعتماد سقف خشبي الإطار من glulam بنسبة 13 قوسا متغيرة الأبعاد.

واحدا من أوائل هياكل الأسقف الجلوتامية الذي لم يزل صامدا وهو من المسلم به عموما أن تكون غرفة تجميع كلية الملك ادوارد السادس، وهي مدرسة في شارع البوق، ساوثامبتون، إنكلترا، التي يرجع تاريخها إلى عام 1866، صممت من قبل يوشيا جورج بول. المبنى هو الآن هو سجل مكتب غرفة الزواج من ساوثامبتون.
تم تطويرها في أوروبا في 1990 حقبة التسعينات، خشب مغلف أو CLT هو من بين الاحدث في سلسلة طويلة من «هندسة» المنتجات الخشبية التي هي قوية وصلبة بما فيه الكفاية كى تحل محل الصلب والخرسانة في أكبر المباني ذات الهياكل الضخمة.وبالفعل قد اكتسبت شعبية في أوروبا، CLT هو بالكاد في طور البداية في أميريكا الشمالية، حيث يقول المؤيدون إن المباني المصنوعة من الألواح يمكن أن تكون بديلا أرخص ووأكثر صديقا للبيئة بالنسبة إلى الهياكل المصنوعة من المواد الأخرى أو التقليدية.
(CLT) هي الطريقة التي يجب ان يكون عليها البناء "، وقال بيت McCrone، الذي حصلت شركته على تطوير أنظمة مبتكرة للأخشاب Innovative Timber Systems، في وايتفيش، مونتانا، وتأمل أن تكون أول شركة لانتاج الخشب الرقائقي cross-laminated timber عبر في الولايات المتحدة. حتى الآن قد قام السيد McCrone ببناء هيكل واحد، وهو استوديو فنون الدفاع عن النفس في ايتفيش، حيث استعان بلوحات مستوردة من النمسا. (هذا البلد، الذي سادت فيه الغابات الصنوبرية على مدى قرون، وتنتج نحو 80 في المئة من لوحات CLT panels في العالم
اللوحات تستخدام الكثير من الخشب: الحجم النموذجي جدران بارتفاع ثمانية أقدام التي يمكنها أن تحتوي على أكثر من ستة أضعاف النموذج المصنوع بالأطر التقليدية باستخدام اثنين على حدة أربع two-by-fours. ولكن مع إدارة الغابات بطريقة سليمة، فإن الأشجار ستكون من الموارد المستدامة.
وعلاوة على ذلك، فتلك المباني لها بصمة بيئية منخفضة: نظرا لأن أشجار تقوم بإزالة ثاني أكسيد الكربون من الجو عن طريق التمثيل الضوئي، والكربون المخزن في كل هذه اللوحات تساعد على موازنة انبعاث غازات البيوت الزجاجية في صنع واحالة غيرها من مواد البناء والمبانى الفعلية.

## الروابط الخارجية
- American Institute of Timber Construction
- APA – The Engineered Wood Association
- Glued Laminated Timber Association (UK)
- Glulam 'the naturally engineered solution' from BKTS (UK)
- Glulam Beam Repair/Reinforcement - An article (Printed in STRUCTURE magazine, Sep. 2006) by Gary W. Gray P.E. and Paul C. Gilham P.E.
- Timber Engineering Europe Glulam
- Canadian Wood Council Glulam
- Naturally:wood Engineered Wood نسخة محفوظة 5 سبتمبر 2012 at Archive.is
- Rosboro Glulam

.
أول استعمال للخشب الرقائقي كان في ألمانيا من قبل أوتو هيتزر -Otto Hetzer-
في عام 1980